# Popstars (1.ª temporada)
A primeira temporada de Popstars, um talent show brasileiro, estreou em 27 de abril de 2002, transmitido pelo SBT. O programa recebeu 30 mil inscrições de garotas de todo o país, das quais apenas cinco foram escolhidas para integrar o grupo após seis meses de produção entre as fases de seleção, avaliadas pelos jurados Liminha, Rick Bonadio, Alexandre Schiavo, Iara Negrete e Ivan Santos. Em cada etapa elas foram avaliadas em  testes de canto, dança, postura, imagem videogenia e comportamento As selecionadas foram Aline Wirley, Fantine Thó, Karin Hils, Li Martins e Lu Andrade, que formaram o grupo Rouge.

## Produção

### Formato
"Será um reality show sem apresentador, baseado na apresentação das etapas de seleção, reportagens com as meninas e os depoimentos dos jurados, que irão mostrar quais serão os critérios em cada eliminatória."

— A diretora Elisabetta Zenatti sobre o conceito do programa.
No final de 2001, o canal de televisão SBT adquiriu os direitos de produzir uma versão brasileira do talent show neo-zelandês Popstars, originalmente criado por Jonathan Dowling, formando uma parceria com a produtora RGB para a produção deste. Cogitou-se que o programa tivesse outro nome no Brasil, para desvincular do título em língua inglesa, porém acabou-se mantendo o original. A intenção era que o programa estreasse em 23 de fevereiro de 2002 nas tardes de sábado, ocupando o horário do Programa Livre, que sairia do ar no final daquele ano, e tendo a intenção de confrontar na audiência com o Programa Raul Gil, da RecordTV. O planejamento também era de que a transmissão durasse cinco meses e a apresentação ficaria por conta da cantora Patrícia Coelho. No entanto a data foi alterada para abril e a duração do programa encurtada para quatro meses, uma vez que a emissora precisava de mais tempo entre a pré-produção e a abertura das inscrições. Inicialmente cogitava-se a ideia de abrir inscrições para meninas de 16 anos, porém pela burocracia que poderia gerar com os pais destas acabou-se decidindo apenas por candidatas na maioridade.
No final da fase de produção definiu-se que o programa teria 20 episódios, divididos em quatro meses de exibição, as quais seriam semanalmente aos sábados às 19h45 da noite, além de não ter um apresentador, apenas narração e repórteres para conversar com as candidatas no final de cada teste, porém estes não apareceriam no vídeo também. Além disso, o número de integrantes do grupo, padronizado como cinco, estava aberto a mudanças de acordo com a vontade dos jurados, podendo variar de três a seis, segundo a diretora Fernanda Telles: "Esse número não está definido ainda. Falamos em cinco garotas porque esse é um número padrão para grupos desse tipo, mas se os jurados gostarem de mais ou menos meninas tudo pode mudar". O lançamento musical ficaria por conta da Sony Music, que assinaria o lançamento de quatro álbuns de estúdio com o grupo vencedor, além da produção das turnês. Os jurados foram convidados com base em suas técnicas e ambientação no mercado pop, que poderiam contribuir para a formação futura das candidatas, sendo escolhidos os produtores Liminha e Rick Bonadio, a instrutora vocal Iara Negrete e o coreógrafo Ivan Santos, além de Alexandre Schiavo, diretor artístico da Sony Music, trazendo a visibilidade de mercado para o projeto. O orçamento total da realização do projeto ficou em 7 milhões de reais.

### Divulgação
Visando promover o projeto de forma grande, o SBT fechou uma parceria com a Disney Channel, trazendo um conceito inédito de crossmedia ao Brasil, onde o canal por assinatura poderia exibir um compacto diário de quinze minutos com uma visão mais aprofundada das etapas, além de um programa exclusivo dos bastidores desta, o Muito Mais Popstars. Outras estratégias de crossmedia definidas foram a criação de uma revista semanal de mesmo título do programa, mostrando os bastidores e contando mais sobre as selecionadas, produzida pela Editora Abril, além de um website – artifício muito raro usado por programas na época – e produtos licenciados e como material escolar, produtos de beleza com a marca "Popstars". Também antes da estreia, quatro patrocinadores de grande circulação foram fechados, sendo elas as empresas Kalunga, Nivea, Renault e Embelleze. Após abertas as inscrições, o SBT começou a veicular comerciais sobre o novo programa que estrearia regularmente a cada intervalo, utilizando trechos de videoclipes de algumas artistas pop da época, como Spice Girls, Destiny's Child, Shakira, Jennifer Lopez e Britney Spears. Além disso, as afiliadas da emissora em cada estado foram encarregadas de estimular através de novos comerciais e promoções a inscrição de mais garotas, culminando em uma divulgação maior do programa. O programa estreou em 27 de abril de 2002, mesmo dia da estreia do também talent show Fama, na TV Globo, indo ao ar duas horas depois deste.

## Inscrições

Cartas com as fichas de inscrição na sede do SBT.

Em 1 de março de 2002, foram abertas as inscrições para o programa, convocando garotas de todo o país que tivessem entre 18 anos completos e 25 incompletos, feitos até o dia da primeira seletiva, que soubessem cantar bem, mas que também tivessem noções de dança e o interesse em fazer parte de um grupo de música pop com coreografias marcadas e faixas dançantes aos moldes de artistas internacionais, tendo como maior referência a girl group Spice Girls. Também era preferível que elas soubessem cantar em língua inglesa pelo menos uma faixa para mostrar versatilidade aos jurados. Para fazer a inscrição, era necessário preencher uma ficha que podia ser impressa no website do SBT ou retirada em qualquer agência dos Correios do país, que continha perguntas como "Por que você quer ser uma Popstar?" e "Por que você acha que deve ganhar o Popstars?". A ficha deveria ser enviada junto com fotos da candidata e um CD, VHS ou DVD gravado completamente ao vivo e sem edições, onde fosse possível avaliar o talento bruto das candidatas para a próxima seletiva, pagando uma taxa fixa de seis reais.
Durante a primeira semana, a produção do programa recebeu mais de 150 mil inscrições, gerando uma receita de 900 mil reais de taxa de inscrição. As inscrições se encerraram em 11 de março, e ao todo se candidataram 30 mil garotas de toda parte do país. Após os jurados avaliarem um por um dos vídeos enviados pelas candidatas, analisando a técnica vocal e o estilo musical, 6 mil garotas foram convocadas a comparecerem à próxima fase, que seria realizada pessoalmente em São Paulo.

## Audições

### Sambódromo

Vista aérea do Sambódromo do Anhembi, durante audição com as 6 mil candidatas, parte delas já enfileiradas na avenida para seus testes, e seus acompanhantes nas arquibancadas.

O resultado das 6 mil garotas selecionadas foi publicado no website do SBT no dia 25 de março de 2002, onde elas poderiam verificar se haviam passado para a próxima fase e imprimir seu nip obrigatório, ou seja, o número de identificação unitário. A primeira eliminatória presencial ocorreu em 30 de março no Sambódromo do Anhembi, em São Paulo, sendo que no local compareceram 5.900 mil garotas das recrutadas. As selecionadas poderiam estar acompanhadas de até duas pessoas, as quais poderiam esperar nas arquibancadas enquanto elas seriam avaliadas no centro do local, sendo desclassificadas imediatamente se estivessem sem o número de identificação exigido. Os portões ficaram abertos entre oito da manhã, no entanto muitas candidatas haviam dormido na entrada do local e, às seis da manhã, a fila já havia dado a volta o quarteirão. Dentro do Sambódromo do Anhembi, após receberem uma bolsa contendo água e protetor solar, as candidatas foram separadas em grupos de 800 garotas por vez, posicionadas em filas com quinze cada. A produção da eliminatória foi filmada por vinte e nove câmeras espalhadas pelo local.
Grupo por grupo, as candidatas tinham que cantar as músicas que estavam sendo executadas de forma instrumental nos auto-falantes, incluindo "A Lenda" (Sandy & Junior), "Festa" (Ivete Sangalo), "You're Still the One" (Shania Twain), "Sozinho" (Caetano Veloso), "Malandragem" (Cássia Eller), "Killing Me Softly with His Song" (Roberta Flack) e "Mutante" (Rita Lee). Enquanto cantavam, os jurados Liminha, Rick Bonadio e Alexandre Schiavo iam passando pelas fileiras e avaliando a qualidade vocal e o carisma, marcando nas pranchetas quem tinha o potencial certo. Após o teste de voz, enquanto o próximo grupo entrava no pátio principal, o grupo antecessor era encaminhado para a frente de um palco, onde Ivan Santos ensinava coreografias e elas tinham que reproduzir, sendo avaliadas pela desenvoltura ao dançar e a postura. O terceiro teste foi realizado por Iara Negrete, que de cima do palco puxou um aquecimento vocal para avaliar o alcance de voz e a harmonização com a das demais garotas, tendo também os demais jurados andando entre elas fazendo as últimas marcações de quem seria aprovada. Por volta das duas horas da tarde as listas das aprovadas foram divulgadas, tanto nos murais do Sambódromo, quanto no website, levando ao todo 2 mil candidatas para a próxima etapa.

### Eliminatória em grupo
"Eu acho que o desafio não era escolher a música, porque tinha um repertório vasto, o difícil era escolher a música que brilhava mais na sua voz."

— Luciana Andrade no programa Rouge: A História sobre a escolha.
A segunda eliminatória com as 2 mil candidatas remanescentes aconteceu no espaço cultural APAS, em São Paulo, a partir de 4 de abril, durando ao todo quatro dias, uma vez que as garotas foram divididas em 500 garotas por dia. Nesta fase as candidatas tinham uma lista canções, entre estrangeiras e nacionais, pré-definidas pelos jurados para escolherem para sua apresentação. Cada uma delas recebia um discman contendo um disco com todas as faixas e uma pasta com todas as letras para que pudessem ensaiar durante uma hora antes da audição. Todas as candidatas ficaram em um auditório, enquanto cinco de cada vez ia até a frente da sala e, em cima das estrelas demarcadas no chão, cantavam uma de cada vez cerca de 30 segundos da música escolhida, tanto para os jurados, quanto para as demais candidatas que assistiam à espera de sua vez.
Após as cinco apresentaões de cada pequeno grupo, os jurados decidiam no mesmo momento quais estavam selecionadas para a próxima etapa. Durante o primeiro dia de seleção, as mães que foram levar as candidatas e aguardavam na entrada foram convocadas para cantar para as filhas uma música, enquanto no terceiro dia foi a vez dos namorados fazerem o mesmo. No último dia de audições, a candidata Priscila Almeida foi expulsa da seletiva pelos jurados, alegando que estava atrapalhando as demais apresentações ao conversar muito alto, porém no fim do dia esta foi aceita para realizar o teste novamente.
| Lista de músicas para serem escolhidas pelas candidatas |
| --- |
| 1. "Dancin' Days" (As Frenéticas) 2. "Eu Quero Ser o Seu Amor" (Wanessa Camargo) 3. "Fácil" (Jota Quest) 4. "Genie in a Bottle" (Christina Aguilera) 5. "Girls Just Want to Have Fun" (Cyndi Lauper) 6. "I Say a Little Prayer" (Dionne Warwick) 7. "I Will Survive" (Gloria Gaynor) 8. "Malandragem" (Cássia Eller) 9. "Oh Happy Day" (Edwin Hawkins) 10. "Pintura Íntima" (Kid Abelha) 11. "Sozinho" (Caetano Veloso) 12. "Whenever, Wherever" (Shakira) |

### Eliminatória individual
Para a etapa individual, que também aconteceu no espaço cultural APAS, apenas 500 garotas foram convocadas em apenas um dia de teste, que aconteceu em 9 de abril. Em ordem crescente pelo número de identificação da inscrição original, cada garota entrava na sala de audição, onde os jurados Rick Bonadio, Alexandre Schiavo e Iara Negrete iriam avaliar a capacidade vocal e a desenvoltura corporal durante a apresentação. A candidata escolhida seu próprio repertório, tendo em mente pelo menos três músicas caso fosse pedido outras apresentações, sendo dedicado de cinco a dez minutos por avaliação entre o teste vocal e pergunta pessoais. Os jurados decidiam no mesmo momento o destino delas e anunciavam o resultado de cada uma. Apenas 150 garotas das que se apresentaram foram selecionadas para a próxima etapa.
Entre as selecionadas que foram televisionadas, Aline Wirley e Marina Helmer cantaram "Dancin' Days" (As Frenéticas), sendo que ainda Aline cantou também "I Will Always Love You" (Whitney Houston), Fantine Thó e Li Martins cantaram igualmente "I Will Love Again" (Lara Fabian), Cristiane Oliveira cantou "Oops!...I Did It Again" (Britney Spears), Luciana Andrade, Juliana Frossard e Flávia Lindgren também cantaram "À Primeira Vista" (Daniela Mercury), Janaína Lima cantou "Bullitproof" (Breakbeat Era), Luanda Pereira cantou "Eu Não Vou" (Fat Family) e Priscila Almeida, Karin Hils e Jaqueline Simão cantaram "Olhos Coloridos" (Sandra de Sá), sendo que Priscila também cantou "Hey Boy" (Racionais Mc's) e Karin também cantou "Cavalo de Pau" (Tati Quebra-Barraco).

### Teste de dança

Aprender a coreografia de "Come on Over Baby (All I Want Is You)", de Christina Aguilera, foi um dos principais testes da etapa.

Na etapa seguinte, que aconteceu entre 13 e 14 de abril, as 150 candidatas foram divididas em dois grupos de 75 e informadas para comparecerem com uma roupa esportiva e tênis. Apenas no local elas souberam que seria uma seletiva de dança, com uma aula intensiva das 8h às 18h, ministrados pelo coreógrafo Ivan Santos e avaliados em uma bancada montada no final da sala pelos demais jurados. No primeiro teste, que durou as três primeiras horas, as garotas foram posicionadas em fileiras e tiveram que aprender as coreografias ensinadas por Ivan, incluindo alguns instrumentais de música latina e os passos originais das músicas "Survivor" (Destiny's Child) e "Come on Over Baby (All I Want Is You)" (Christina Aguilera), além de outras canções de Britney Spears, Madonna e Shakira. No segundo teste, as candidatas se posicionaram em circulo e, uma por uma, tinham que ir até o centro e improvisar uma coreografia durante 2 minutos para as músicas aleatórias que eram colocadas, das quais elas não tinham prévio aviso de qual seria.
Após o intervalo, os jurados separaram as garotas em grupos de cinco e as entregaram uma lista de faixas pré-selecionadas, das quais elas tinham que escolher uma para se apresentarem cantando e dançando, numa performance que unisse harmonização das vozes e uma coreografia criada por elas. Os grupos tinham 30 minutos para produzir suas apresentações, contando com a ajuda de Iara Negrete para a preparação vocal e de Ivan na criação dos passos, e, após esse tempo, até 3 minutos para cada um fazer a apresentação. Enquanto os jurados decidiam as que seriam selecionadas, as candidatas foram colocadas em circulo novamente para que pudessem fazer perguntas entre delas e criar vínculos.

### Teste de vídeo
O teste de vídeo, no qual foram selecionadas 61 candidatas, ocorreu no complexo CDT da Anhanguera, onde ficam os estúdios do SBT, em 20 de abril. As garotas foram orientadas a escolherem uma música para cantar inteira na gravação, avaliando assim a qualidade da voz no audiovisual, o carisma e a expressão corporal em frente às câmeras. No estúdio, cinco câmeras foram posicionadas para elas de diversos ângulos, tendo apenas a candidata e os cinegrafistas presentes, enquanto os jurados ficavam alocados na sala de edição observando o desempenho pelos televisores e dando instruções pelo microfone de onde olhar, quais expressões ficariam melhor durante a interpretação e como se portar. Esta foi a única fase em que foi permitido levar instrumentos, se a selecionada sentisse que isso pudesse contribuir para sua apresentação, sendo que algumas delas levaram violão para tocar. Pela primeira vez, o resultado não foi dado às candidatas no mesmo dia, sendo que os jurados ligaram para cada uma delas para anunciar quem havia sido selecionada entre 22 e 26 de abril. A produção ainda selecionou vinte delas – entre garotas que passaram ou não – para gravar a reação positiva ou negativa pessoalmente na casa delas.

## Semifinais
| Participante       | Workshop Etapa 1 | Workshop Etapa 2 | Workshop Etapa 3 | Workshop Etapa 4 | Eliminatória no Uruguai | Casa Pop + Final |
| ------------------ | ---------------- | ---------------- | ---------------- | ---------------- | ----------------------- | ---------------- |
| Aline Wirley       |                  |                  |                  |                  |                         | Vencedora        |
| Fantine Thó        |                  |                  |                  |                  |                         | Vencedora        |
| Karin Hils         |                  |                  |                  |                  |                         | Vencedora        |
| Li Martins         |                  |                  |                  |                  |                         | Vencedora        |
| Lu Andrade         |                  |                  |                  |                  |                         | Vencedora        |
| Jaqueline Simão    |                  |                  |                  |                  |                         | Eliminada        |
| Juliana Frossard   |                  |                  |                  |                  |                         | Eliminada        |
| Melissa Matos      |                  |                  |                  |                  |                         | Eliminada        |
|                    |                  |                  |                  |                  |                         |                  |
| Danielle Mariuzzo  |                  |                  |                  |                  | Eliminada               | Eliminada        |
| Luciana Morais     |                  |                  |                  |                  | Eliminada               | Eliminada        |
| Luzielle Gil       |                  |                  |                  |                  | Eliminada               | Eliminada        |
| Perle Amandine     |                  |                  |                  |                  | Desistente              | Desistente       |
|                    |                  |                  |                  |                  |                         |                  |
| Ana Paula Souza    |                  |                  |                  | Eliminada        | Eliminada               | Eliminada        |
| Cristiane Frank    |                  |                  |                  | Eliminada        | Eliminada               | Eliminada        |
| Cristiane Oliveira |                  |                  |                  | Eliminada        | Eliminada               | Eliminada        |
| Bruna Ferreira     |                  |                  |                  | Eliminada        | Eliminada               | Eliminada        |
| Dayanna Gon        |                  |                  |                  | Eliminada        | Eliminada               | Eliminada        |
| Kênia Boaventura   |                  |                  |                  | Eliminada        | Eliminada               | Eliminada        |
| Janaína Lima       |                  |                  |                  | Eliminada        | Eliminada               | Eliminada        |
| Mariana Souza      |                  |                  |                  | Eliminada        | Eliminada               | Eliminada        |
|                    |                  |                  |                  |                  |                         |                  |
| Flávia Lindgren    |                  |                  | Eliminada        | Eliminada        | Eliminada               | Eliminada        |
| Hérika Farias      |                  |                  | Eliminada        | Eliminada        | Eliminada               | Eliminada        |
| Lilian Romeu       |                  |                  | Eliminada        | Eliminada        | Eliminada               | Eliminada        |
| Michele Dionísio   |                  |                  | Eliminada        | Eliminada        | Eliminada               | Eliminada        |
|                    |                  |                  |                  |                  |                         |                  |
| Fernanda Luongo    |                  | Eliminada        | Eliminada        | Eliminada        | Eliminada               | Eliminada        |
| Geisa Garcia       |                  | Eliminada        | Eliminada        | Eliminada        | Eliminada               | Eliminada        |
| Lilian Gracy       |                  | Eliminada        | Eliminada        | Eliminada        | Eliminada               | Eliminada        |
| Lilian Pacheco     |                  | Eliminada        | Eliminada        | Eliminada        | Eliminada               | Eliminada        |
| Wanessa Chiquetto  |                  | Eliminada        | Eliminada        | Eliminada        | Eliminada               | Eliminada        |
|                    |                  |                  |                  |                  |                         |                  |
| Daniele Viana      | Eliminada        | Eliminada        | Eliminada        | Eliminada        | Eliminada               | Eliminada        |
| Luanda Pereira     | Eliminada        | Eliminada        | Eliminada        | Eliminada        | Eliminada               | Eliminada        |
| Marina Helmer      | Eliminada        | Eliminada        | Eliminada        | Eliminada        | Eliminada               | Eliminada        |
| Mirena Carmo       | Eliminada        | Eliminada        | Eliminada        | Eliminada        | Eliminada               | Eliminada        |
| Pérola Fogaça      | Eliminada        | Eliminada        | Eliminada        | Eliminada        | Eliminada               | Eliminada        |
| Violeta Somoza     | Eliminada        | Eliminada        | Eliminada        | Eliminada        | Eliminada               | Eliminada        |

### Workshop
Etapa 1
As 35 garotas selecionadas foram informadas que deveriam fazer suas malas, pois passariam duas semanas sem qualquer contato com outras pessoas fora os jurados, realizando um workshop intensivo de canto e dança, do qual restariam apenas as finalistas. Em 3 de maio, elas foram encaminhadas ao Paradise Resort, em Mogi das Cruzes, sendo divididas de duas a três por quarto. Uma das exigências da produção era o porte de um vestido de gala, o qual foi utilizado na festa de boas vindas na primeira noite delas no resort. No segundo dia, as garotas tiveram aulas de treinamento vocal com Iara Negrete e cantaram, uma por uma, "Bem Querer", de Maurício Manieri, recebendo instruções para melhorar seu desempenho. Daniela Mercury foi convidada para ser mentora do segundo teste, dando uma aula performática de canto e dança voltada ao palco, ensinando a coreografia de "Rapunzel" e também como se portar ao ter que dançar com o microfone em mãos. No final do mesmo dia, elas foram divididas em dois grupos para realizarem festas nos quadros, um com tema de pijama e outro com cabelos exóticos.
No terceiro e quarto dias, as candidatas foram convocadas individualmente para ter uma conversa com os jurados, que avaliaram o desenvolvimento de cada uma delas deram dicas específicas para que elas pudessem melhorar nos próximos estágios do workshop. No quinto dia, as garotas passaram por testes de expressão vocal e de harmonização de voz com Iara, além de terem que interpretar individualmente "Oceano", de Djavan. Logo após, elas passaram por um jogo de perguntas e respostas entre elas, onde podiam se conhecer melhor. A última aula do dia foi ministrada pelo coreógrafo Ivan Santos, sendo focado no desenvolvimento de coreografias e expressão corporal, baseado nas canções "Lady", de Kenny Rogers, e "Vogue", de Madonna. Naquele dia os jurados decidiram quais seriam as seis eliminadas da etapa, sendo elas: Daniele Viana, Luanda Pereira, Marina Helmer, Mirena Carmo, Pérola Fogaça e Violeta Somoza.
Etapa 2
Fernanda Abreu foi mentora das aulas do sexto dia, dividindo as garotas em grupos para exercitar coreografias em conjunto, ensinando-as a dar suporte enquanto uma delas canta. No segundo teste, Fernanda auxiliou as candidatas a melhorarem o alcance vocal, trabalhando um relaxamento individual para que a voz se alojasse no diafragma. Além disso, ela também ensinou-as como dançar e cantar sem perder o fôlego ou se cansar rapidamente durante as apresentações. No final desta etapa, a mais curta delas, os jurados decidiram que as eliminadas seriam Fernanda Luongo, Geisa Garcia, Lilian Gracy, Lilian Pacheco e Wanessa Chiquetto.
Etapa 3
Durante o sétimo dia, a aula de Iara foi de improviso vocal, tendo um pianista tocando diversas melodias e cada candidata por vez tendo um tempo para criar seu próprio improviso, baseado em sons, letras inventadas e medleys. No segundo exercício, elas foram divididas em duplas, as quais tinham que harmonizar vozes cantando "Killing Me Softly with His Song", de Roberta Flack, se revezando entre vocal principal e vocal de apoio. O último mentor convidado foi Samuel Rosa, que conversou com as candidatas sobre identidade artística, convívio dentro de um grupo e como lidar com a mídia da melhor maneira. O oitavo dia começou com o coreógrafo das candidatas, Ivan, focando no improviso corporal através da dança, onde cada candidata tinha uma música completa para se expressar da maneira que melhor conseguisse. Neste dia elas escutaram pela primeira vez a faixa inédita "Não Dá pra Resistir", que viria a ser o primeiro single do futuro grupo, interpretada na versão demo por Iara. Logo após, cada uma delas teve alguns minutos para estudar a letra e cantá-la para os jurados mesmo tendo a ouvido apenas uma vez. No final da etapa, os jurados definiram que as cinco eliminadas seriam Flávia Lindgren, Hérika Farias, Lilian Romeu e Michele Dionísio, restando apenas 20 garotas.
Etapa 4
No nono dia, durante as aulas de dança, Ivan ensinou-as a coreografia de "Não Dá pra Resistir", a qual ele tinha preparado pessoalmente e que seria oficial para o futuro grupo. Durante toda a manhã, as garotas tiveram que aprender a coreografia completa de duas formas, com e sem o artifício do microfone, para que pudessem apresentar das duas formas, além de terem que cantar junto com a dança. Durante a aula de Iara, as garotas se dividiram em quatro grupos de cinco integrantes e tiveram que dividir as partes da música para se apresentar e receber as dicas da preparadora para que pudessem atingir um resultado melhor e conseguirem harmonizar as vozes. No final da tarde, os jurados anunciaram que as garotas tinham um show marcado para o próximo dia, no qual elas teriam que se dividir novamente em quatro grupos de cinco, diferentes dos da aula anterior, e o repertório seria composto apenas de uma música, "Não Dá pra Resistir". As garotas tiveram que escolher um nome para seu grupo e cada um deles tinha um tema específico definido pela produção, contando com uma seleção de roupas estilizadas para combinar. Para ajudá-las a incorporar o espírito de artista de música pop, uma equipe de maquiadores, cabeleireiros e estilistas foi disponibilizada para mudar o visual delas, incluindo a cor e o corte dos cabelos, o desenho das sobrancelhas e maquiagens profissionais.
| Grupos                                                                    | Grupos                                                                  | Grupos                                                                      | Grupos                                                                 |
| 1 Rosa Choque tema: neo-punk                                              | 2 Barish Bashan tema: safari                                            | 3 Sunshine tema: hippie                                                     | 4 Ethnic tema: burlesco                                                |
| ------------------------------------------------------------------------- | ----------------------------------------------------------------------- | --------------------------------------------------------------------------- | ---------------------------------------------------------------------- |
| Bruna Ferreira Cristiane Oliveira Janaína Lima Luzielle Gil Melissa Matos | Danielle Mariuzzo Fantine Thó Karin Hils Juliana Frossard Mariana Souza | Ana Paula Souza Cristiane Frank Dayanna Gon Kênia Boaventura Luciana Morais | Aline Wirley Jaqueline Simão Li Martins Luciana Andrade Perle Amandine |

As candidatas teriam apenas a noite daquele dia para ensaiar, sendo que cada grupo se reuniu nos quartos, tirando os móveis do local e colocando espelhos dos outros dormitórios encostados em uma parede para poderem ensaiar durante a madrugada. Iara e Ivan passaram de grupo em grupo dando instruções finais e ajudando-as a acertar os últimos detalhes. No salão de festas do resort foi montando um palco, com iluminação e cenário condizente ao utilizado pelos artistas em shows, no entanto na plateia estavam apenas os jurados e outras pessoas da produção. A cada grupo que subia ao palco, a música era executava uma vez ainda com a cortina fechada para que elas se concentrassem e, na segunda execução, as cortinas eram abertas e a apresentação realizada. A decisão dos jurados nesta etapa foi baseado na adaptação da candidata dentro de um grupo, desempenho de dança e harmonização de voz com as demais. Diferente das fases anteriores, as candidatas não foram convocadas para uma conversa individual, sendo anunciadas as que passariam em meio à todas elas, das quais foram eliminadas oito meninas – Ana Paula Souza, Cristiane Frank, Cristiane Oliveira, Bruna Ferreira, Dayanna Gon, Kênia Boaventura, Janaína Lima e Mariana Souza – chegando ao fim o workshop em 19 de maio.

### Eliminatória no Uruguai

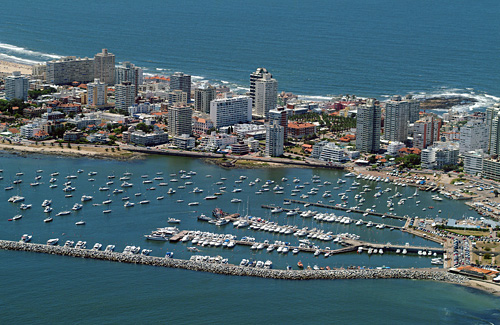
A eliminatória aconteceu em Punta del Este, no Uruguai.

No dia seguinte à eliminação, em 20 de maio, as candidatas foram orientadas a fazerem suas malas novamente, se encaminhando ao Aeroporto Internacional de São Paulo-Guarulhos, onde fariam uma viagem da qual não sabiam o destino, acompanhadas apenas por Iara Negrete e Ivan Santos. O destino delas foi Punta del Este, no Uruguai, onde se hospedaram no hotel Conrad Resort & Casino. Durante o segundo dia, as candidatas tiveram todo o tempo livre para relaxarem e conhecerem a cidade dentro de carros de luxo, podendo sentir como seria a vida de uma artista de sucesso. No terceiro dia, elas foram orientadas de como seria a próxima eliminatória, onde as garotas tinham que escolher uma música para interpretar no palco do teatro do hotel e a produção gravaria em vídeo a apresentação para que os jurados pudessem avaliar no Brasil quais delas tinham obtido uma evolução maior desde as primeiras fases. Cada candidata tinha até cinco minutos para se apresentar, acompanhadas apenas de um pianista, sendo que elas tiveram aquele dia apenas para ensaiar.
| Participante      | Música/Artista                                              |
| ----------------- | ----------------------------------------------------------- |
| Aline Wirley      | "Pra Onde For, Me Leve" (Fat Family)                        |
| Danielle Mariuzzo | "Lady Marmalade" (Christina Aguilera, Lil' Kim, Mýa e P!nk) |
| Fantine Thó       | "La Isla Bonita" (Madonna)                                  |
| Karin Hils        | "Somebody Else's Guy" (Jocelyn Brown)                       |
| Jaqueline Simão   | "Eu Não Vou" (Fat Family)                                   |
| Juliana Frossard  | "Soul de Verão" (Sandra de Sá)                              |
| Li Martins        | "I Still Believe" (Mariah Carey)                            |
| Luciana Andrade   | "Fora da Lei" (Ed Motta)                                    |
| Luciana Morais    | "Finally" (CeCe Peniston)                                   |
| Luzielle Gil      | "Garganta" (Ana Carolina)                                   |
| Melissa Matos     | "Tempos Modernos" (Lulu Santos)                             |
| Perle Amandine    | "Flashdance... What a Feeling" (Irene Cara)                 |

Depois da apresentação Iara e Ivan voltaram ao Brasil analisar a evolução delas pelos vídeos coletados de todas as fases, deixando as garotas de folga no Uruguai por uma semana antes de convoca-las de volta à São Paulo para anunciar o resultado. Em 25 de maio, de volta ao Brasil, Perle Amandine anunciou que deixaria o programa, alegando que havia utilizado a oportunidade do programa para mostrar seu trabalho para produtores e gravadoras, mas que a intenção dela não era ser finalista ou formar um grupo. A candidata deixou uma declaração final, afirmando: "Acho que existe outro caminho que eu vou achar melhor para mim. Eu vim na ideia de poder mostrar um pouco do que eu sei fazer. Eu acho que se eu cheguei até aqui hoje, eu posso dizer que pessoas gostaram do trabalho que eu fiz, viram minha evolução e eu acho que também aprendi muitas coisas aqui. Mas eu prefiro tentar continuar sozinha agora". No dia seguinte, os jurados anunciaram que apenas 8 garotas passariam para a próxima fase, sendo eliminadas Danielle Mariuzzo, Luciana Morais e Luzielle Gil.

## Final

### Preparação e escolha
"Vocês vão sair daqui muito famosas, o que é um horror e uma maravilha, porque a fama é ingrata e maravilhosa. Vocês vão passar a serem muito admiradas e muito criticadas e terão de aprender a conviver com isso."

— Marília Gabriela durante orientação às finalistas.
Em 27 de maio as 8 finalistas foram enviadas para a Casa Pop, uma residência de luxo localizada no Morumbi, na qual elas ficaram confinadas por dois meses sem nenhum contato com os familiares ou o ambiente externo. A casa não era vigiada por câmeras, uma vez que a proposta do programa não era expô-las como em um reality show, mas sim deixá-las a vontade para desenvolver afinidades entre si, sendo que apenas eram gravados o dia-a-dia de treinos e aulas com câmeras móveis. Durante esses dois meses, as garotas passaram por intensivas aulas de canto, dança e media training diariamente, tendo um galpão próprio para ensaios de dança próximo da residência. As garotas foram divididas em duplas nos quatro quartos da casa, cada um com um tema diferente, ficando Aline e Melissa no quarto rosa repleto de ursos de pelúcia, Fantine e Jaqueline no quarto verde de super-heroínas, Karin e Luciana no quarto lilás de temas florais e Juliana e Lissah no quarto vermelho de tema oriental. Mesmo sem os jurados terem decidido quem seriam as escolhidas, as finalistas gravaram uma a uma todas as partes solos das faixas do futuro álbum do grupo, para que o trabalho fosse adiantado, deixando apenas para a pós-formação a gravação dos refrães e outros retoques. Além disso, as garotas passaram a ensaiar todas as coreografias das faixas com o coreógrafo Ivan Santos, que também ensaiou com todas elas o futuro show completo do grupo, ou seja, as que não seriam escolhidas para o grupo também tinham que aprender todas as coreografias e canções para que todo o projeto fosse adiantado e entregue ao público completamente pronto e sem erros.
Neste tempo, elas também tiveram um treinamento de etiqueta com a consultora de comportamento Ana Maria Rizzo, que ensinou as candidatas a como comerem publicamente da maneira correta, como se portar em frente às câmeras e conseguirem dividir as respostas em entrevistas para quem todas falassem igualmente. A apresentadora Marília Gabriela também realizou um workshop de media training, ensinando-as como se portar na mídia, como responder corretamente as entrevistas sem travar, ter respostas para futuras perguntas já elaboradas na cabeça e aprender a lidar com as críticas. Fora da parte artística, as garotas tiveram acompanhamento com nutricionistas e preparadores físicos para atingir o peso ideal para ter maior resistência no palco. No último dia de testes, as candidatas realizaram uma sessão de fotos para testar diversas formas de grupo com integrantes diferentes. No fim daquele dia, os jurados compareceram a casa das garotas para anunciar que já tinham chegado a um veredito e que elas deveriam arrumar as malas para receber o resultado no dia seguinte. No dia 20 de julho, as garotas chegaram aos estúdios da Sony para receberam o resultado final, onde assistiram uma compilação de vídeos delas desde a primeira fase até ali, além de se encontrarem de surpresa com seus familiares e amigos que não viam há dois meses. Uma a uma, as candidatas entraram na sala dos jurados, sendo anunciado que as vencedoras seriam Karin Hils, Li Martins – na época ainda utilizando o nome artístico de Patrícia Martins – Fantine Thó, Luciana Andrade e Aline Wirley, exatamente nesta ordem. Jaqueline Simão, Juliana Frossard e Melissa Matos acabaram não sendo escolhidas. A final seria televisionada apenas em 10 de agosto, e o SBT tentou manter em sigilo quem eram garotas selecionadas.

### Pós-formação

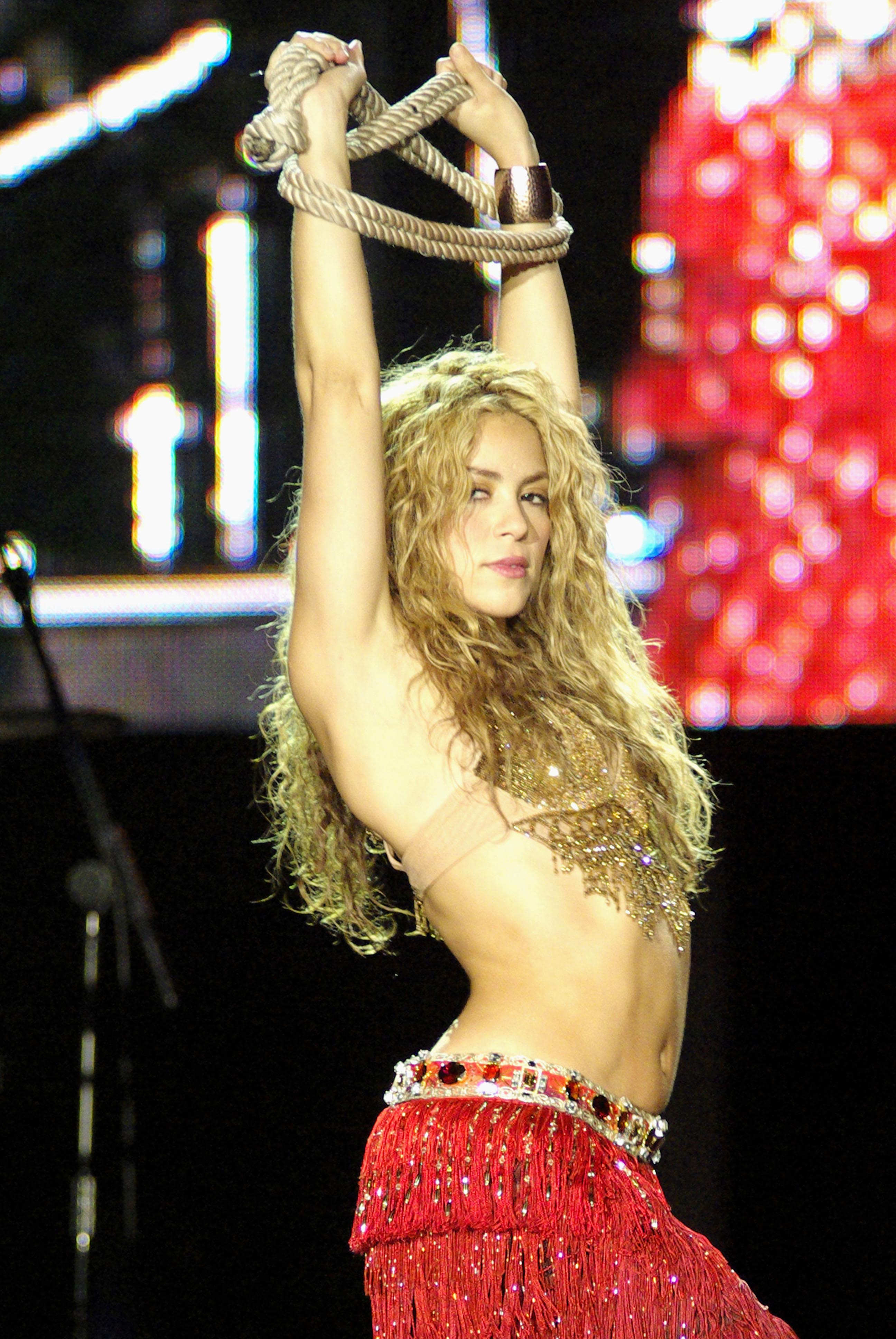
A cantora colombiana Shakira foi mentora especial do Rouge na fase final do programa, com as integrantes tendo composto uma versão em português de sua canção "Underneath Your Clothes".

Entre a escolha das garotas que formariam o grupo e o anuncio para o público, o grupo teve apenas vinte dias para gravar os refrães das canções que faltavam – uma vez que elas já haviam gravado os solos anteriormente ainda como semifinalistas – e acertar os últimos detalhes das coreografias. Diferente dos demais programas de talent show, no qual é finalizado após o anuncio do vencedor, o Popstars continuou acompanhando as primeiras fases do grupo em sua introdução no mercado artístico. Após o anuncio, as cinco vencedoras foram levadas individualmente de volta à Casa Pop, onde receberam uma câmera para filmarem sua chegada e deveriam se esconder para que, sequencialmente, as que fossem chegando procurassem. Após anunciarem ao público que o grupo já estava formado em um bate-papo criado no website AOL, as garotas tiveram que escolher um nome para o grupo dentre os selecionados pela RGB em um concurso no site do SBT – do qual as opções eram Bardot, Chega Mais, Divanes, Eternally, Gloss, Hair, Magma, Pink, Rainbow, Ruby, Tabu e Rouge, este último o escolhido por elas – além de desenharem o próprio logo. O primeiro trabalho dado a elas por Alexandre Schiavo foi compor uma versão em português de "Underneath Your Clothes", da cantora colombiana Shakira, que deveria estar pronta para o próximo dia, criando a faixa "Você Me Roubou". Sem saber das reais intenções, o grupo recebeu a visita da própria Shakira no dia seguinte para escutar a canção pessoalmente e conversar com elas sobre o comportamento artístico.
Nos dias seguintes, o grupo passou por transformações visuais, incluindo tratamento dentário, sobrancelhas personalizadas, figurinos escolhidos por personal stylist, no qual as garotas receberam diversas roupas, sapatos e acessórios novos, e cabelos mudados por Carlos Carrasco, cabeleireiro oficial de Gisele Bündchen. Além disso, exceto Aline, as outras quatro integrantes começaram a ter acompanhamento de preparadores físicos para atingirem a forma ideal. Após transformações, o grupo realizou as fotos para o primeiro álbum, inspirado em uma discoteca, finalizaram a gravação das músicas e gravaram o videoclipe de "Não Dá pra Resistir", dirigido por Pietro Sargentelli. Apenas em 17 de agosto, com a revelação para o público de quem eram as vencedoras, as garotas puderam aparecer em público pela primeira vez e realizar entrevistas e coletivas de imprensa. Em 18 de agosto, elas receberam das mãos de Gugu Liberato seu álbum físico, o homônimo Rouge, durante o Domingo Legal. No dia seguinte, realizaram a primeira coletiva de imprensa sobre o lançamento do trabalho, passando na mesma semana pelas rádios Sucesso FM e Jovem Pan FM para lançarem "Não Dá pra Resistir". Novamente com o diretor Pietro Sargentelli, elas gravaram o videoclipe de "Ragatanga" na última semana do mês. Em 22 de agosto, o grupo realiza um pocket show para testar as coreografias criadas junto com Ivan Santos para as faixas do álbum, levando 10 mil pessoas ao Parque Dom Pedro Shopping, em Campinas, para assisti-las. O último episódio do programa, exibido em 7 de setembro, apresentou o primeiro show do grupo, realizado no Via Funchal, em São Paulo, em 31 de agosto.

## Audiência
A estreia da temporada marcou 14 pontos de audiência, garantindo o segundo lugar, porém abaixo da meta estabelecida pelo SBT. Em 5 de agosto, o programa conseguiu sua maior repercussão com 15 pontos de média e 19 de pico. O último episódio, porém, registrou a menor média, apenas 13, o que preocupou a equipe sobre as futuras vendas do grupo. O jurado Alexandre Schiavo, também vice-presidente da Sony Music chegou a comentar: "Quando o programa terminou, só duas pessoas na gravadora ainda acreditavam no projeto. Tinha de colocar as fitas com os capítulos gravados porque até lá dentro tinha gente que não assistia". No entanto, o Rouge acabou vendendo 2 milhões de cópias no primeiro álbum e colocou duas músicas simultaneamente entre mais tocadas nas rádios, como salientou a jornalista Laura Mattos, do jornal Folha de S. Paulo, ressaltando que o grupo formado acabou se tornando o produto de maior vendagem da Sony Music naquele ano. A jornalista enfatizou ainda que, apesar do Fama ter conseguido o dobro de audiência, não conseguiu alçar a vencedora ao sucesso, fazendo uma reflexão sobre a audiência dos talent shows musicais não se refletirem no sucesso dos produtos finais.

## Episódios
| # S | # T | Título                                                        | Data                  |
| --- | --- | ------------------------------------------------------------- | --------------------- |
| 1   | 1   | "Sambódromo (parte 1)"                                        | 27 de abril de 2002   |
| 2   | 2   | "Sambódromo (parte 2)"                                        | 4 de maio de 2002     |
| 3   | 3   | "Eliminatória em grupo (parte 1)"                             | 11 de maio de 2002    |
| 4   | 4   | "Eliminatória em grupo (parte 2)"                             | 18 de maio de 2002    |
| 5   | 5   | "Eliminatória individual (parte 1)"                           | 25 de maio de 2002    |
| 6   | 6   | "Eliminatória individual (parte 2)"                           | 1 de junho de 2002    |
| 7   | 7   | "Eliminatória individual (parte 3)"                           | 8 de junho de 2002    |
| 8   | 8   | "Teste de dança"                                              | 15 de junho de 2002   |
| 9   | 9   | "Teste de vídeo"                                              | 22 de junho de 2002   |
| 10  | 10  | "Workshop - Etapa 1"                                          | 29 de junho de 2002   |
| 11  | 11  | "Workshop - Etapa 2"                                          | 6 de julho de 2002    |
| 12  | 12  | "Workshop - Etapa 3"                                          | 13 de julho de 2002   |
| 13  | 13  | "Workshop - Etapa 4"                                          | 20 de julho de 2002   |
| 14  | 14  | "Eliminatória no Uruguai"                                     | 27 de julho de 2002   |
| 15  | 15  | "Casa Pop - Parte 1"                                          | 3 de agosto 2002      |
| 16  | 16  | "Casa Pop - Parte 2"                                          | 10 de agosto 2002     |
| 17  | 17  | "A Revelação do grupo"                                        | 17 de agosto de 2002  |
| 18  | 18  | "Shakira, transformação, e Videoclipe de Não Dá Pra Resistir" | 24 de agosto de 2002  |
| 19  | 19  | "Videoclipe de Ragatanga e pocket show"                       | 31 de agosto de 2002  |
| 20  | 20  | "Final e o primeiro show"                                     | 7 de setembro de 2002 |

## Participantes notáveis
- Janaína Lima: Uma das 15 semifinalistas, formou o trio Kaleidoscópio no mesmo ano, misturando eurodance e MPB e conquistando sucesso com a faixa "Tem Que Valer".[95] Em 2003, o grupo se mudou para a Europa, colocando o single "Você Me Apareceu" no número 12 na Itália, 37 na França, 52 na Bélgica e 65 na Suíça.[96] No grupo lançou os discos Tem Que Valer (2003),[97] Special Edition (2005),[98] Kaleido (2006),[99] New Sessions! (2007)[100] e The Best Love (2009).[101]> Janaína se tornou coreógrafa do grupo a partir do segundo álbum.
- Keila Boaventura e Kênia Boaventura: Das gêmeas, Keila foi eliminada na etapa de vídeo. Já Kênia integrou as 15 semi-finalistas da fase de workshop. Após o programa, as duas formaram a dupla KSis e lançaram os álbuns Ksis (2005), com o sucesso "Beijos, Blues e Poesia",[102] e Amores Cruzados (2007)[103] além do EP Ksis (2015).[104] Se tornaram também apresentadoras da MTV Brasil, onde comandou os programas Chapa Coco, Disk MTV, Top 20 Brasil e Copa de Clipes MTV.[105][106][107] Em 2013 retornou à emissora para apresentar o My MTV.[108]
- Marjorie Estiano: Após participar da fase do Sambódromo,[109][110] Marjorie se dedicou à carreira de atriz, passando no teste para a décima primeira temporada de Malhação, assinando contrato com a Rede Globo.[111] Em 2005 lançou seu primeiro álbum, o homônimo Marjorie Estiano, pela Universal Music, vendendo ao todo 300 mil cópias.[112] Em 2006 esteve em Páginas da Vida e, em 2007, lançou seu segundo álbum, Flores, Amores e Blablablá.[113] Além disso Marjorie integrou o elenco principal das novelas Duas Caras (2007),[114] Caminho das Índias (2009),[115] A Vida da Gente (2011),[116] Lado a Lado (2012)[117] e Império (2014).[118] Seu terceiro álbum de estúdio, Oito, foi lançado em 2014.[119]
- Quelynah: Uma das 8 finalistas, Jaqueline Simão mudou seu nome artístico quando iniciou a carreira como atriz, protagonizando o filme Antônia (2006) e o seriado de mesmo nome na Rede Globo, entre 2006 e 2007.[120][121] Seu primeiro álbum foi lançado em 2006.[122]